# Улица Лажечникова (Коломна)
У́лица Лаже́чникова — улица в историческом центре Коломны на территории кремля. Проходит от площади Двух революций на север до входа в сквер «Блюдечко», пересекает улицу Лазарева, справа примыкает улица Казакова, слева — Советский переулок. Является одной из самых старых улиц города Коломны.

## Название

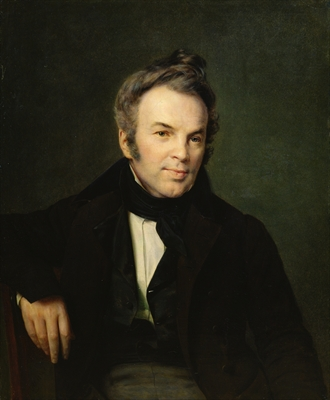
писатель Иван Лажечников

Улица названа в декабре 1968 в честь писателя-романиста Ивана Лажечникова. В 1921—1968 называлась Советская, так как в первые годы советской власти здесь находился первый исполком совета рабочих депутатов. До 1921 носила название Брусенская по имени находившегося на ней Успенского Брусенского монастыря. В начале XX века улица некоторое время называлась Почтовая.

## История
Первоначально улица пролегала между Ивановскими и Косыми воротами Кремля. В 1784 в результате реконструкции города по «регулярному» плану, улицу спрямили.
Архитектурный облик улицы определяет Брусенский монастырь и ряд древних административно-жилых построек, среди которых можно отметить здание бывшей городской администрации (постройки первой половины XIX века), которое в настоящее время занимает Мостоотряд 125, дом Лозовского и др.
Весной 2007 года на улице установили новые фонари и замостили её плиткой.
Среди известных жильцов улицы Лажечникова можно отметить уездного врача Модеста Александровича Лозовского.

## Примечательные здания и сооружения
По нечётной стороне:

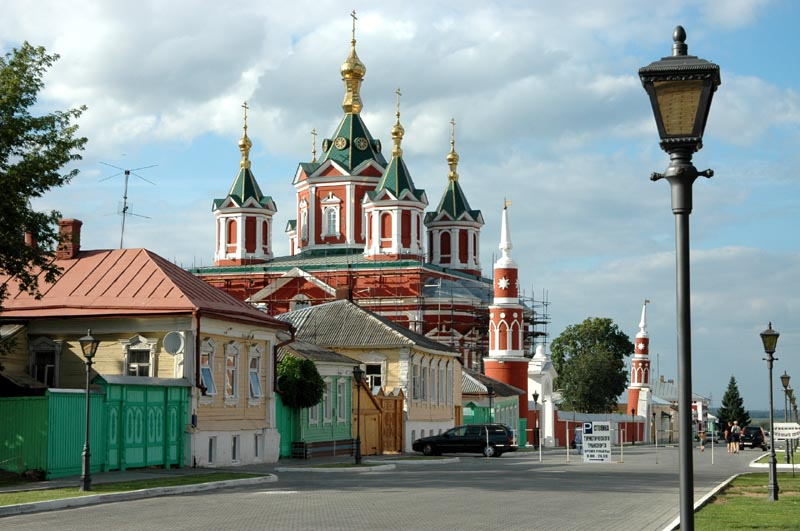
Улица Лажечникова. Воздвиженский собор Брусенского монастыря

- № 9 — Здание бывшей городской управы (первая половина XIX века).
- № 11 — Дом, в котором жил врач М. А. Лозовский (мемориальная доска).
- № 13—15 — Городская усадьба (середина XIX — начало XX веков), включающая в себя дом в стиле ампир, кухонный флигель и хозяйственный корпус. В начале XX века принадлежала Колчинскому.

По чётной стороне:
- № 12 — Успенский Брусенский монастырь. На улицу раньше выходила надвратная колокольня (ныне не существует).
- № 18 — Усадьба Петровых (вторая половина XIX века).

## Транспорт
Автобус 1, 3, 5, 6, 7, 11, 14: остановка «Автостанция Старая Коломна».